# Pleurogorgia militaris
Pleurogorgia militaris är en korallart som beskrevs av Nutting 1908. Pleurogorgia militaris ingår i släktet Pleurogorgia och familjen Chrysogorgiidae. Inga underarter finns listade i Catalogue of Life.